# 西畈乡
西畈乡，是中华人民共和国浙江省丽水市遂昌县下辖的一个乡镇级行政单位。

## 行政区划
西畈乡下辖以下地区：
渡坑村、上西坑村、独坑村、举淤口村、渡口村、西畈村和湖岱口村。